# Janneke und Brix
Die fiktiven Kriminalhauptkommissare Anna Janneke und Paul Brix bildeten von 2015 bis 2024 das Frankfurter Ermittlerteam der ARD-Fernsehreihe Tatort in den für den Hessischen Rundfunk produzierten Folgen. Margarita Broich und Wolfram Koch spielten die Hauptrollen.

## Figuren

### Anna Janneke
Anna Janneke ist gebürtige Frankfurterin und hat Psychologie studiert. Sie wird Polizeipsychologin in Berlin und wird dort 2009 zur Kriminalpolizistin umgeschult. Mit der neuen Dienststelle in Frankfurt kehrt sie in ihre alte Heimatstadt zurück.
Janneke ist eine gute Polizistin, schreckt allerdings nicht vor ungewöhnlichen Ansätzen zurück und legt eine etwas andere Methode an den Tag als ihre Kollegen. Sie verfügt über eine gute Menschenkenntnis, kann aber auch eine gewisse Härte zeigen.
Janneke hat einen 26-jährigen Sohn, der in Australien lebt und schon Vater geworden ist.

### Paul Brix
Auch Hauptkommissar Paul Brix kam über Umwege zur Kriminalpolizei. Der ehemalige Marinesoldat wechselte später zu Militärpolizei und von dort zur Polizei. Zwischenzeitlich bei der Sitte, gelangt Brix schließlich nach Frankfurt, um dort auf eine Beförderung zu warten.
Sowohl privat als auch beruflich neigt Paul Brix zu gefährlichen Einsätzen und überschätzt gerne mal seine Fähigkeiten.
Wohnhaft ist Brix bei seiner alten Freundin Fanny. Aus der eigentlichen Notlösung ist längst eine Dauerlösung geworden.

### Nebenfiguren
- Kommissariatsleiter Henning Riefenstahl (Roeland Wiesnekker) (Folgen 1 – 4)
- Kommissariatsleiter Fosco Cariddi (Bruno Cathomas) (Folgen 5 – 9)
- Kriminalassistent Jonas Hauck (Isaak Dentler) (ab Folge 1)
- Fanny (Zazie de Paris), eine alte Freundin Pauls, bei der er zur Untermiete wohnt und die ihm stets in beratenden Gesprächen zur Seite steht.

## Fälle
| Fall | Titel                                          | Erstausstrahlung | Folge | Drehbuch                                            | Regie               | Besonderheiten |
| ---- | ---------------------------------------------- | ---------------- | ----- | --------------------------------------------------- | ------------------- | --- |
| 1    | Kälter als der Tod                             | 17. Mai 2015     | 0947  | Michael Proehl                                      | Florian Schwarz     | |
| 2    | Hinter dem Spiegel                             | 13. Sep. 2015    | 0955  | Erol Yesilkaya                                      | Sebastian Marka     | |
| 3    | Die Geschichte vom bösen Friederich            | 10. Apr. 2016    | 0983  | Volker Einrauch                                     | Hermine Huntgeburth | |
| 4    | Wendehammer                                    | 18. Dez. 2016    | 1004  | Stephan Brüggenthies, Andrea Heller                 | Markus Imboden      | |
| 5    | Land in dieser Zeit                            | 8. Jan. 2017     | 1006  | Khyana el Bitar, Dörte Franke, Stephan Brüggenthies | Markus Imboden      | |
| 6    | Fürchte dich                                   | 29. Okt. 2017    | 1033  | Andy Fetscher, Christian Mackrodt                   | Andy Fetscher       | |
| 7    | Unter Kriegern                                 | 8. Apr. 2018     | 1054  | Volker Einrauch                                     | Hermine Huntgeburth | |
| 8    | Der Turm                                       | 26. Dez. 2018    | 1076  | Lars Hennig                                         | Lars Hennig         | Premiere am 31. August 2018 auf dem Festival des Deutschen Films |
| 9    | Das Monster von Kassel                         | 12. Mai 2019     | 1094  | Stephan Brüggenthies und Andrea Heller              | Umut Dağ            | Das Team ermittelt in Kassel. Die Premiere fand am 19. März 2019 in der documenta-Halle in Kassel statt.                                                                    |
| 10   | Falscher Hase                                  | 1. Sep. 2019     | 1101  | Lars Hubrich und Emily Atef                         | Emily Atef          | Uraufführung am 12. Juni 2019 auf dem Hessentag in Bad Hersfeld |
| 11   | Die Guten und die Bösen                        | 19. Apr. 2020    | 1129  | David Ungureit                                      | Petra K. Wagner     | Premiere am 5. September 2019 auf dem Festival des deutschen Films. Der Film wird anlässlich des Todestages (21. April 2019) von Hannelore Elsner 363 Tage später gesendet. |
| 12   | Funkstille                                     | 13. Sep. 2020    | 1137  | Stephan Brüggenthies und Andrea Heller              | Stanisław Mucha     | |
| 13   | Wer zögert, ist tot                            | 29. Aug. 2021    | 1171  | Petra Lüschow                                       | Petra Lüschow       | |
| 14   | Luna frisst oder stirbt                        | 31. Okt. 2021    | 1176  | Katharina Bischof und Johanna Thalmann              | Katharina Bischof   | |
| 15   | Finsternis                                     | 18. Apr. 2022    | 1198  | Petra Lüschow                                       | Petra Lüschow       | |
| 16   | Leben Tod Ekstase                              | 16. Okt. 2022    | 1213  | Michael Comtesse und Nikias Chryssos                | Nikias Chryssos     | |
| 17   | Erbarmen. Zu spät.                             | 10. Sep. 2023    | 1243  | Bastian Günther                                     | Bastian Günther     | |
| 18   | Kontrollverlust                                | 26. Dez. 2023    | 1254  | Elke Hauck, Sven Poser                              | Elke Hauck          | |
| 19   | Es grünt so grün, wenn Frankfurts Berge blüh’n | 29. Sep. 2024    | 1274  | Michael Proehl, Dirk Morgenstern                    | Till Endemann       | Letzter Fall mit diesem Ermittlerteam. |

Neben diesen Folgen waren die beiden Ermittler bzw. deren Darsteller in dem Fall Wer bin ich? (2015) des hessischen Kriminalhauptkommissars Felix Murot zu sehen, der thematisch am Rande der Dreharbeiten zu einem Tatort der Ermittler Janneke und Brix spielt.